# 1998 DK36
1998 DK36 (también escrito 1998 DK36) es posiblemente el primer asteroide Atira que se detectó. Fue descubierto por David J. Tholen, pero ahora se lo considera perdido. A pesar de que sus elementos orbitales no han sido bien establecidos, su afelio (distancia más lejana de Sol) se determinó que era menor que la distancia de la Tierra al Sol (0.980 ± 0.05 AU). Por tanto, puede reclamar ser el "primer asteroide Atira descubierto", si bien no el "primer asteroide Atira confirmado", que es el 163693 Atira. Con una magnitud absoluta (H) de 25, 1998 DK36 se estima tiene solo entre 25 y 60 metros en diámetro.